# Dobenreuth
Dobenreuth ist ein Gemeindeteil der Gemeinde Pinzberg im Landkreis Forchheim (Oberfranken, Bayern) und eine Gemarkung.

## Geographie
Das Kirchdorf liegt etwa zwei Kilometer östlich von Pinzberg. Die Kreisstadt Forchheim ist 6 km entfernt. Im Südwesten fließt der Hirtenbach vorbei, ein Quellfluss der Regnitz. Der Ort hat seine landwirtschaftliche Struktur behalten. Die Staatsstraße 2236 verläuft hindurch.
Die Gemarkung Dobenreuth hat eine Fläche von etwa 233 Hektar. Auf der Gemarkung liegen die Pinzberger Gemeindeteile Dobenreuth und Steingraben.

## Geschichte
Dobenreuth wurde zu Beginn des 15. Jahrhunderts als Rodungssiedlung „Obere Reuth“ im Lehenbuch des Bamberger Bischofs Albrecht von Wertheim (1398–1421) erstmals urkundlich erwähnt.
Am 1. Mai 1978 wurde die Gemeinde Dobenreuth im Zuge der Gemeindegebietsreform nach Pinzberg eingegliedert. Sie bestand aus den beiden Gemeindeteilen Dobenreuth und Steingraben und hatte 1964 eine Fläche von 234,72 Hektar.

## Baudenkmäler
Für Dobenreuth sind acht Baudenkmäler in der Liste der Baudenkmäler erfasst.

### Filialkirche zur Heiligen Familie

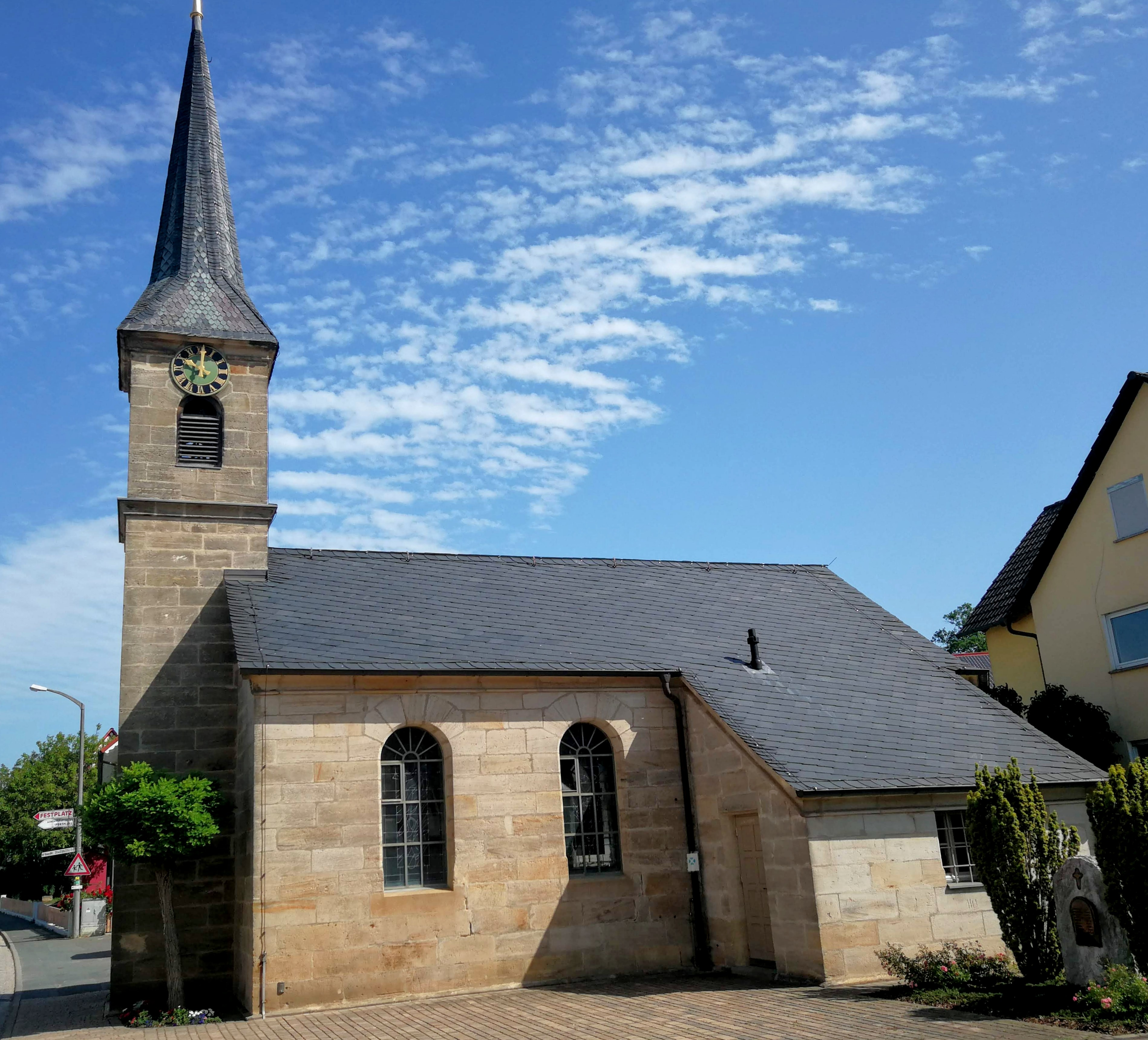
Kirche

Die Kirche zur Heiligen Familie in Dobenreuth ist eine Filialkirche der katholischen Pfarrei St. Nikolaus Pinzberg und wurde 1881 durch Domvikar Wenzel geweiht. Die Saalkirche ist ein Sandsteinquaderbau im Stil der Neuromanik erbaut und verfügt über eine entsprechende Ausstattung. Der schlanke Westturm trägt einen verschieferten Spitzhelm. Der Hochaltar stammt aus dem Bamberger Aufseesianum und stellt die Heilige Familie dar. Zur weiteren Ausstattung gehören zwei Seitenaltäre und ein Kreuzweg. Die Orgel wurde 2011 von der österreichischen Firma Kögler erbaut.

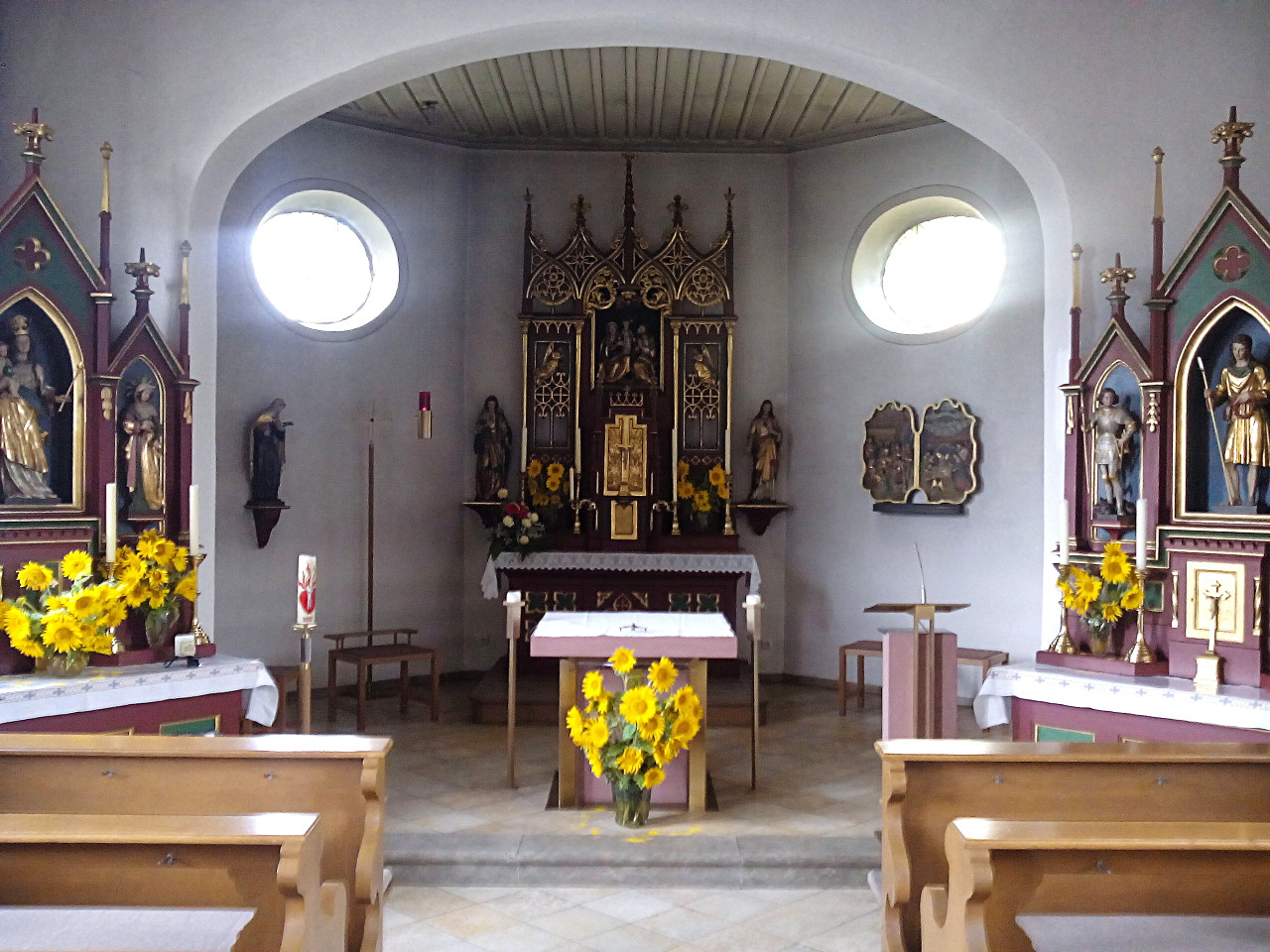
Altarraum der Filialkirche in Dobenreuth
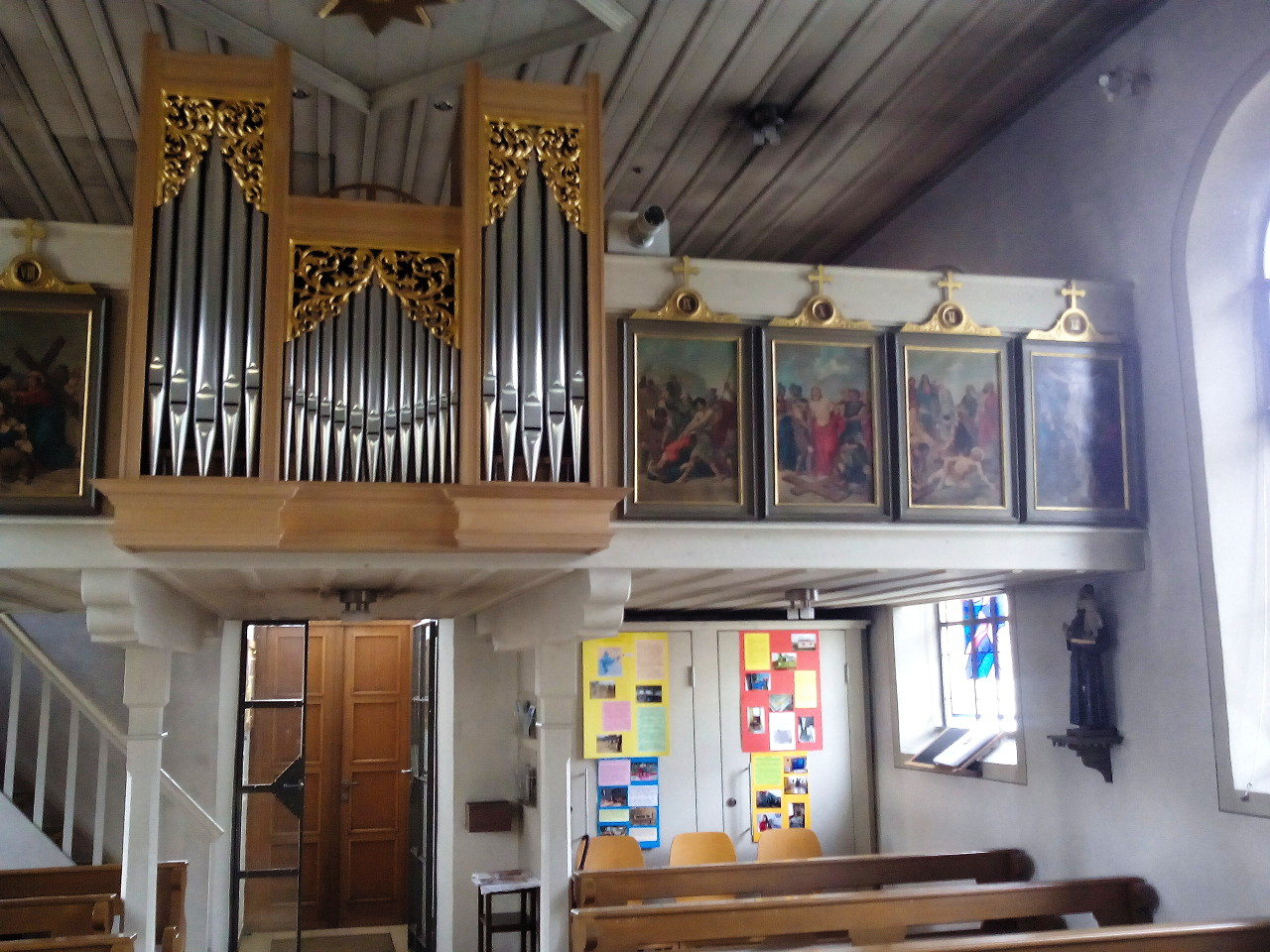
Orgel und Empore der Filialkirche
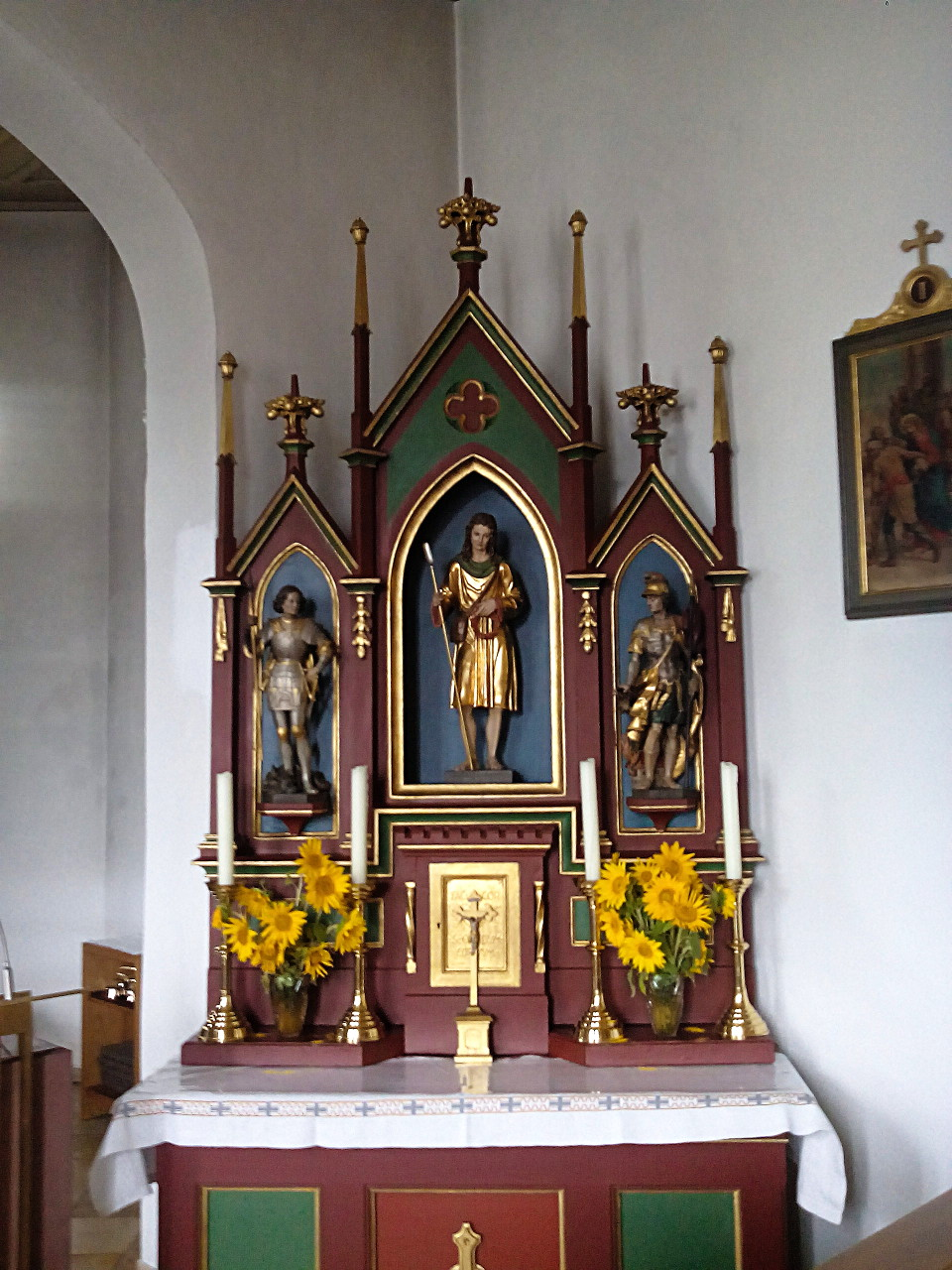
Rechter, neogotischer Seitenaltar